# Inés María Calero
Inés María Calero Rodríguez (Caracas, 21 marzo 1969) è una modella venezuelana, eletta Miss Venezuela nel 1987.

## Biografia
Ha inoltre rappresentato il Venezuela a Miss Universo 1987 il 26 maggio 1987 a Singapore, dove si è classificata al quarto posto. Nello stesso anno è arrivata al terzo posto del concorso Miss Sud America. Nel 1992 è nel cast della telenovela Cuore ferito.